# Eleições estaduais no Ceará em 1998
As eleições estaduais no Ceará em 1998 ocorreram em 4 de outubro como parte das eleições gerais no Distrito Federal e em 26 estados. Foram eleitos o governador Tasso Jereissati, o vice-governador Beni Veras, o senador Luiz Pontes, 22 deputados federais e 46 estaduais numa disputa para governador onde vigoravam os dois turnos, porém como o governador eleito obteve mais da metade dos votos válidos, o pleito foi decidido em primeiro turno e marcou a quarta vitória consecutiva do grupo político tassista.
Filho de Carlos Jereissati e genro de Edson Queiroz, o governador Tasso Jereissati nasceu em Fortaleza, é empresário formado em Administração de Empresas na Fundação Getulio Vargas e iniciou na vida política em 1976 ao ingressar no Centro Industrial do Ceará, fórum de debates econômicos e políticos. Filiado ao PMDB foi eleito governador do Ceará em 1986 e fez Ciro Gomes seu sucessor em 1990, ano em que eles ingressaram no PSDB e uma vez fora do Palácio Iracema Tasso Jereissati foi eleito presidente nacional do PSDB em setembro de 1991 e voltou ao governo em 1994 reelegendo-se sob a Emenda Constitucional nº 16 de 4 de junho de 1997 com votação recorde. Concluída a apuração o PSDB elegeu ainda o senador Luiz Pontes e obteve as maiores bancadas para deputado federal e deputado estadual.
A vitória de Tasso Jereissati contou com o auxílio de Ciro Gomes embora ele tenha disputado a presidência da República como rival do tucano Fernando Henrique Cardoso, candidato apoiado por Tasso. Na disputa por esse cargo os cearenses se dividiram entre Ciro Gomes, Luiz Inácio Lula da Silva e Fernando Henrique Cardoso evidenciando desgaste entre as maiores lideranças políticas do estado que, embora tenham permanecido unidas em 2002, passaram por situações vexatórias nos anos seguintes, pois se em 2006 Tasso Jereissati ignorou a candidatura do governador Lúcio Alcântara a reeleição embora fossem do mesmo partido e contribuiu com a vitória de Cid Gomes, irmão de Ciro, em 2010 houve a ruptura definitiva no tassismo quando o governador Cid Gomes reelegeu-se derrotando Marcos Cals, candidato de Tasso.
O triunfo de Tasso Jereissati foi marcado pelo confronto com o ex-governador Gonzaga Mota, patrono da candidatura do primeiro ao governo do estado em 1986 quando ambos pertenciam ao PMDB.

## Candidatos a governador
| N° | Governador (a) | Governador (a)                                | Governador (a) | Governador (a)                                                                     | Vice-governador (a) | Vice-governador (a) | Vice-governador (a)                         | Vice-governador (a) | Vice-governador (a)                                                                                               | Coligação Partido(s)                                        | Ref.  |
| N° | Candidato (a)  | Candidato (a)                                 | Partido        | Cargos relevantes                                                                  | Candidato (a)       | Candidato (a)       | Candidato (a)                               | Partido             | Cargos relevantes                                                                                                 | Coligação Partido(s)                                        | Ref.  |
| -- | -------------- | --------------------------------------------- | -------------- | ---------------------------------------------------------------------------------- | ------------------- | ------------------- | ------------------------------------------- | ------------------- | --- | ----------------------------------------------------------- | ----- |
| 13 |                | José Airton José Airton Félix Cirilo da Silva | PT             | - Vereador de Aracati (1982-1985); - Prefeito de Icapuí (1986-1989;1993-1997)      |                     |                     | Heitor Férrer Heitor Correia Férrer         | PDT                 | Sem cargo político anterior                                                                                       | Ceará Novo Tempo (PT, PDT, PSB, PCdoB, PV e PCB)            | [ 4 ] |
| 15 |                | Gonzaga Mota Luiz de Gonzaga Fonseca Mota     | PMDB           | - 49.º Governador do Ceará (1983-1987); - Deputado Federal pelo Ceará (1991-1998). |                     |                     | Júlio Ventura Júlio Ventura Neto            | PMDB                | Sem cargo político anterior                                                                                       | A Força do Povo (PMDB, PFL, PSC, PSL, PST, PAN, PRN e PSDC) | [ 4 ] |
| 16 |                | Valdir Valdir Alves Pereira                   | PSTU           | Sem cargo político anterior                                                        |                     |                     | Jacinta Silva Jacinta Silva de Sousa        | PSTU                | Sem cargo político anterior                                                                                       | Partido Isolado                                             | [ 4 ] |
| 33 |                | Reginaldo Moreira Antônio Reginaldo Moreira   | PMN            | Sem cargo político anterior                                                        |                     |                     | Paulo Maciel                                | PMN                 | Sem cargo político anterior                                                                                       | Partido Isolado                                             | [ 4 ] |
| 45 |                | Tasso Jereissati Tasso Ribeiro Jereissati     | PSDB           | - 50.º e 54.º Governador do Ceará (1987-1991; 1995-1998).                          |                     |                     | Beni Veras Benedito Clayton Veras Alcântara | PSDB                | - Senador pelo Ceará (1991-1998); - 14.º Ministro do Planejamento, Orçamento e Coordenação do Brasil (1994-1995). | Pra Frente Ceará (PSDB, PPB, PTB, PPS e PSD)                | [ 5 ] |

## Candidatos a senador
No referido pleito, apenas uma vaga no Senado Federal do Brasil estava na disputa, para um mandato de quatro anos, a ser iniciado em 1.º de fevereiro de 1999, início do ano legislativo. O então senador titular da vaga era Beni Veras (PSDB) que concorria ao cargo de vice-governador na chapa de Tasso Jereissati.
| Nº | Senador   | Senador                                       | Senador | Senador | Suplentes                                                | Coligação Partido(s)                                             | Ref.        |
| Nº | Candidato | Candidato                                     | Partido | Cargos relevantes | Suplentes                                                | Coligação Partido(s)                                             | Ref.        |
| -- | --------- | --------------------------------------------- | ------- | --- | -------------------------------------------------------- | ---------------------------------------------------------------- | ----------- |
| 15 |           | Paes de Andrade Antonio Paes de Andrade       | PMDB    | - Deputado Estadual pelo Ceará (1951-1963); - Deputado Federal pelo Ceará (1963-1991;1995-1998); - 96.º Presidente da Câmara dos Deputados do Brasil (1989-1991). | Manoel Viana Neto PFL José Barroso Prado PFL             | A Força do Povo (PMDB, PFL, PSC, PSL, PST, PAN, PRN e PSDC) e PT | [ 6 ] [ 7 ] |
| 16 |           | Raimundo de Castro Raimundo Pereira de Castro | PSTU    | Sem cargo político anterior | Manoel de Farias Maciel PSTU Francisco Pereira Lima PSTU | Partido Isolado                                                  |             |
| 31 |           | Francisco Tarciso Leite                       | PSN     | Sem cargo político anterior | Francisco Caminha PSN Eunízia Lopes Barroso PSN          | O Sol Nasce para Todos (PSN, PL e PTdoB)                         |             |
| 45 |           | Luiz Pontes Luiz Alberto Vidal Pontes         | PSDB    | Sem cargo político anterior | José Reginaldo Duarte PSDB José Valdomiro de Castro PPB  | Pra Frente Ceará (PSDB, PPB, PTB, PPS e PSD)                     |             |

## Resultados

### Eleição para governador
| Candidato               | Vice                          | 1.º Turno 4 de outubro de 1998 | 1.º Turno 4 de outubro de 1998 |
| Candidato               | Vice                          | Votação                        | Votação                        |
| Candidato               | Vice                          | Total                          | %                              |
| ----------------------- | ----------------------------- | ------------------------------ | ------------------------------ |
| Tasso Jereissati (PSDB) | Beni Veras (PSDB)             | 1.569.110                      | 62,72%                         |
| Gonzaga Mota (PMDB)     | Júlio Ventura Neto (PMDB)     | 548.509                        | 21,92%                         |
| José Airton (PT)        | Heitor Férrer (PDT)           | 347.671                        | 13,90%                         |
| Reginaldo Moreira (PMN) | Paulo Maciel (PMN)            | 18.304                         | 0,73%                          |
| Valdir (PSTU)           | Jacinta Silva de Sousa (PSTU) | 18.239                         | 0,73%                          |
| Total de votos válidos  | Total de votos válidos        | 2.656.103                      | 80,47%                         |
| Votos apurados          |                               |                                |                                |
| Votos válidos           | Votos válidos                 | 2.656.103                      | 80,47%                         |
| Votos em branco         | Votos em branco               | 272.975                        | 8,27%                          |
| Votos nulos             | Votos nulos                   | 371.781                        | 11,26%                         |
| Total de votos apurados | Total de votos apurados       | 3.300.859                      | 73,76%                         |
| Eleitores               |                               |                                |                                |
| Comparecimento          | Comparecimento                | 3.300.859                      | 73,76%                         |
| Abstenções              | Abstenções                    | 1.001.071                      | 23,27%                         |
| Total de eleitores      | Total de eleitores            | 4.301.930                      | 100,00%                        |

### Eleição para senador
| Candidato                     | 1.º Turno 4 de outubro de 1998 | 1.º Turno 4 de outubro de 1998 |
| Candidato                     | Votação                        | Votação                        |
| Candidato                     | Total                          | %                              |
| ----------------------------- | ------------------------------ | ------------------------------ |
| Luiz Pontes (PSDB)            | 1.433.020                      | 62,22%                         |
| Paes de Andrade (PMDB)        | 734.180                        | 31,87%                         |
| Francisco Tarciso Leite (PSN) | 73.647                         | 3,20%                          |
| Raimundo de Castro (PSTU)     | 62.451                         | 2,71%                          |
| Total de votos válidos        | 2.303.298                      | 69,78%                         |
| → Votos em branco             | 637.352                        | 19,31%                         |
| → Votos nulos                 | 360.209                        | 10,91%                         |
| Total                         | 3.300.859                      | 76,73%                         |
| Abstenções                    | 1.001.071                      | 23,27%                         |
| Total de inscritos            | 4.301.930                      | 100%                           |

## Deputados federais eleitos
Para o quadriênio 1999-2002, foram eleitos 22 parlamentares para representar o estado na Câmara dos Deputados do Brasil.
| Deputados Federais eleitos no Ceará em 1998 | Deputados Federais eleitos no Ceará em 1998 | Deputados Federais eleitos no Ceará em 1998 | Deputados Federais eleitos no Ceará em 1998 | Deputados Federais eleitos no Ceará em 1998 | Deputados Federais eleitos no Ceará em 1998 | Deputados Federais eleitos no Ceará em 1998 |
| Candidato (a)                               | Partido                                     | N.º Eleitoral                               | Votos                                       | %                                           | Origem                                      | Campo                                       |
| ------------------------------------------- | ------------------------------------------- | ------------------------------------------- | ------------------------------------------- | ------------------------------------------- | ------------------------------------------- | ------------------------------------------- |
| Inácio Arruda                               | PCdoB                                       | 6565                                        | 124.358                                     | 5,27%                                       | Fortaleza, CE                               | Oposição                                    |
| Chiquinho Feitosa                           | PSDB                                        | 4599                                        | 116.499                                     | 4,94%                                       | Fortaleza, CE                               | Governo                                     |
| Eunício Oliveira                            | PMDB                                        | 1533                                        | 111.897                                     | 4,75%                                       | Lavras da Mangabeira, CE                    | Oposição                                    |
| Antônio Cambraia                            | PMDB                                        | 1522                                        | 96.976                                      | 4,11%                                       | Senador Pompeu, CE                          | Oposição                                    |
| Marcelo Teixeira                            | PMDB                                        | 1511                                        | 92.271                                      | 3,91%                                       | Fortaleza, CE                               | Oposição                                    |
| Leonardo Alcântara                          | PSDB                                        | 4505                                        | 92.005                                      | 3,90%                                       | Fortaleza, CE                               | Governo                                     |
| Aníbal Gomes                                | PMDB                                        | 1500                                        | 91.878                                      | 3,90%                                       | Rio de Janeiro, DF                          | Oposição                                    |
| Ubiratan Aguiar                             | PSDB                                        | 4516                                        | 88.219                                      | 3,74%                                       | Cedro, CE                                   | Governo                                     |
| Padre José Linhares                         | PPB                                         | 1111                                        | 77.034                                      | 3,27%                                       | Sobral, CE                                  | Governo                                     |
| Roberto Pessoa                              | PFL                                         | 2511                                        | 76.274                                      | 3,24%                                       | Fortaleza, CE                               | Governo                                     |
| Vicente Arruda                              | PSDB                                        | 4595                                        | 75.015                                      | 3,18%                                       | Granja, CE                                  | Governo                                     |
| Moroni Torgan                               | PSDB                                        | 4512                                        | 74.201                                      | 3,15%                                       | Porto Alegre, RS                            | Governo                                     |
| Pinheiro Landim                             | PMDB                                        | 1515                                        | 74.098                                      | 3,14%                                       | Solonópole, CE                              | Oposição                                    |
| Raimundo Matos                              | PSDB                                        | 4511                                        | 73.592                                      | 3,12%                                       | Fortaleza, CE                               | Governo                                     |
| Adolfo Marinho                              | PSDB                                        | 4554                                        | 71.540                                      | 3,03%                                       | Fortaleza, CE                               | Governo                                     |
| Rommel Feijó                                | PSDB                                        | 4566                                        | 66.991                                      | 2,84%                                       | Juazeiro do Norte, CE                       | Governo                                     |
| Arnon Bezerra                               | PSDB                                        | 4551                                        | 66.384                                      | 2,82%                                       | Crato, CE                                   | Governo                                     |
| Almeida de Jesus                            | PMDB                                        | 1512                                        | 64.279                                      | 2,73%                                       | Limoeiro do Norte, CE                       | Oposição                                    |
| Manoel Salviano                             | PSDB                                        | 4569                                        | 63.196                                      | 2,68%                                       | Várzea Alegre, CE                           | Governo                                     |
| José Pimentel                               | PT                                          | 1331                                        | 59.370                                      | 2,52%                                       | Picos, PI                                   | Oposição                                    |
| Ariosto Holanda                             | PSDB                                        | 4588                                        | 56.262                                      | 2,39%                                       | Limoeiro do Norte, CE                       | Governo                                     |
| Sérgio Novais                               | PSB                                         | 4040                                        | 43.784                                      | 1,86%                                       | Fortaleza, CE                               | Oposição                                    |

| Representação Eleita - Câmara dos Deputados (Ceará) - 1998 | Representação Eleita - Câmara dos Deputados (Ceará) - 1998 | Representação Eleita - Câmara dos Deputados (Ceará) - 1998 | Representação Eleita - Câmara dos Deputados (Ceará) - 1998 | Representação Eleita - Câmara dos Deputados (Ceará) - 1998 |
| Partido                                                    | Cadeiras                                                   | +/- (1994)                                                 | Coligação                                                  | Mais Votado                                                |
| ---------------------------------------------------------- | ---------------------------------------------------------- | ---------------------------------------------------------- | ---------------------------------------------------------- | ---------------------------------------------------------- |
| PSDB                                                       | 11                                                         |                                                            | Pra Frente Ceará                                           | Chiquinho Feitosa                                          |
| PMDB                                                       | 6                                                          |                                                            | A Força do Povo                                            | Eunício Oliveira                                           |
| PPB                                                        | 1                                                          |                                                            | Pra Frente Ceará                                           | Padre José Linhares                                        |
| PFL                                                        | 1                                                          |                                                            | A Força do Povo                                            | Roberto Pessoa                                             |
| PT                                                         | 1                                                          |                                                            | Ceará Novo Tempo                                           | José Pimentel                                              |
| PSB                                                        | 1                                                          |                                                            | Ceará Novo Tempo                                           | Sérgio Novais                                              |
| PCdoB                                                      | 1                                                          |                                                            | Ceará Novo Tempo                                           | Inácio Arruda                                              |

## Deputados estaduais eleitos
Para o quadriênio 1999-2002, foram eleitos 46 parlamentares para compor a Assembleia Legislativa do Ceará.
| Deputados Estaduais eleitos no Ceará em 1998 | Deputados Estaduais eleitos no Ceará em 1998 | Deputados Estaduais eleitos no Ceará em 1998 | Deputados Estaduais eleitos no Ceará em 1998 | Deputados Estaduais eleitos no Ceará em 1998 | Deputados Estaduais eleitos no Ceará em 1998 | Deputados Estaduais eleitos no Ceará em 1998 |
| Candidato (a)                                | Partido                                      | N.º Eleitoral                                | Votos                                        | %                                            | Origem                                       | Campo                                        |
| -------------------------------------------- | -------------------------------------------- | -------------------------------------------- | -------------------------------------------- | -------------------------------------------- | -------------------------------------------- | -------------------------------------------- |
| Inês Arruda                                  | PSDB                                         | 45110                                        | 80.917                                       | 2,96%                                        | Caucaia, CE                                  | Governo                                      |
| Patrícia Saboya                              | PPS                                          | 23456                                        | 79.738                                       | 2,92%                                        | Sobral, CE                                   | Governo                                      |
| Moésio Loiola                                | PSDB                                         | 45150                                        | 60.232                                       | 2,21%                                        | Sobral, CE                                   | Governo                                      |
| Chico Lopes                                  | PCdoB                                        | 65165                                        | 48.035                                       | 1,76%                                        | Teresina, PI                                 | Oposição                                     |
| Acilon Gonçalves                             | PMDB                                         | 15101                                        | 45.177                                       | 1,66%                                        | Aurora, CE                                   | Oposição                                     |
| Pastor Heriberto Farias                      | PMDB                                         | 15147                                        | 43.902                                       | 1,61%                                        | Fortaleza, CE                                | Oposição                                     |
| Dr. Dionísio Lapa                            | PSDB                                         | 45654                                        | 43.421                                       | 1,59%                                        | Teresina, PI                                 | Governo                                      |
| Manoel Veras                                 | PPS                                          | 23123                                        | 41.133                                       | 1,51%                                        | Crateús, CE                                  | Governo                                      |
| Wellington Landim                            | PSDB                                         | 45114                                        | 40.330                                       | 1,48%                                        | Brejo Santo, CE                              | Governo                                      |
| Mauro Benevides Filho                        | PPS                                          | 23000                                        | 39.890                                       | 1,46%                                        | Fortaleza, CE                                | Governo                                      |
| Artur Bruno                                  | PT                                           | 13222                                        | 37.533                                       | 1,38%                                        | Fortaleza, CE                                | Oposição                                     |
| Sineval Roque                                | PSDB                                         | 45666                                        | 36.287                                       | 1,33%                                        | Saboeiro, CE                                 | Governo                                      |
| João Alfredo                                 | PT                                           | 13121                                        | 34.735                                       | 1,27%                                        | Fortaleza, CE                                | Oposição                                     |
| Chico Aguiar                                 | PPS                                          | 23111                                        | 34.067                                       | 1,25%                                        | Fortaleza, CE                                | Governo                                      |
| Sérgio Benevides                             | PMDB                                         | 15155                                        | 31.618                                       | 1,16%                                        | Itapipoca, CE                                | Oposição                                     |
| Idemar Citó                                  | PSDB                                         | 45300                                        | 31.470                                       | 1,15%                                        | Tauá, CE                                     | Governo                                      |
| Gony Arruda                                  | PSDB                                         | 45455                                        | 31.170                                       | 1,14%                                        | Rio de Janeiro, DF                           | Governo                                      |
| Rogério Aguiar                               | PSDB                                         | 45144                                        | 31.025                                       | 1,14%                                        | Marco, CE                                    | Governo                                      |
| Teodorico de Menezes Neto                    | PSDB                                         | 45111                                        | 30.253                                       | 1,11%                                        | Pacajus, CE                                  | Governo                                      |
| Marcelo Sobreira                             | PSDB                                         | 45122                                        | 30.008                                       | 1,10%                                        | Iguatu, CE                                   | Governo                                      |
| Paulo Linhares                               | PSDB                                         | 45900                                        | 29.816                                       | 1,09%                                        | Fortaleza, CE                                | Governo                                      |
| Pedro Timbó                                  | PSDB                                         | 45333                                        | 29.723                                       | 1,09%                                        | Crato, CE                                    | Governo                                      |
| Sarto Nogueira                               | PMDB                                         | 15111                                        | 29.667                                       | 1,09%                                        | Acopiara, CE                                 | Oposição                                     |
| Gorete Pereira                               | PFL                                          | 25123                                        | 28.754                                       | 1,05%                                        | Juazeiro do Norte, CE                        | Oposição                                     |
| João Bosco Paz Rebouças                      | PSDB                                         | 45101                                        | 28.134                                       | 1,03%                                        | Russas, CE                                   | Governo                                      |
| Carlos Alberto Cruz                          | PFL                                          | 25117                                        | 28.014                                       | 1,03%                                        | Juazeiro do Norte, CE                        | Oposição                                     |
| Tomaz Brandão                                | PSDB                                         | 45137                                        | 27.658                                       | 1,01%                                        | Crateús, CE                                  | Governo                                      |
| Carlomano Marques                            | PMDB                                         | 15150                                        | 27.617                                       | 1,01%                                        | Iguatu, CE                                   | Oposição                                     |
| Marcos Cals                                  | PSDB                                         | 45141                                        | 27.560                                       | 1,01%                                        | Recife, PE                                   | Governo                                      |
| Fernando Hugo                                | PSDB                                         | 45678                                        | 27.171                                       | 1,00%                                        | Fortaleza, CE                                | Governo                                      |
| Francini Guedes                              | PSDB                                         | 45444                                        | 27.071                                       | 0,99%                                        | Limoeiro do Norte, CE                        | Governo                                      |
| Vasques Landim                               | PSDB                                         | 45170                                        | 26.395                                       | 0,97%                                        | Missão Velha, CE                             | Governo                                      |
| Raimundo Macêdo                              | PSDB                                         | 45690                                        | 26.196                                       | 0,96%                                        | Aurora, CE                                   | Governo                                      |
| Domingos Filho                               | PMDB                                         | 15146                                        | 24.728                                       | 0,91%                                        | Fortaleza, CE                                | Oposição                                     |
| Paulo Carlos Silva Duarte                    | PSDB                                         | 45123                                        | 23.119                                       | 0,85%                                        | Limoeiro do Norte, CE                        | Governo                                      |
| Manoel Duca                                  | PSDB                                         | 45124                                        | 22.362                                       | 0,82%                                        | Fortaleza, CE                                | Governo                                      |
| Ilário Marques                               | PT                                           | 13456                                        | 22.338                                       | 0,82%                                        | Quixadá, CE                                  | Oposição                                     |
| Valdomiro Távora                             | PPB                                          | 11111                                        | 21.531                                       | 0,79%                                        | Fortaleza, CE                                | Governo                                      |
| Antônio Granja                               | PTB                                          | 14111                                        | 19.458                                       | 0,71%                                        | Jaguaribara, CE                              | Governo                                      |
| Ricardo Alves de Almeida                     | PDT                                          | 12111                                        | 19.072                                       | 0,70%                                        | Acopiara, CE                                 | Oposição                                     |
| Osmar Baquit                                 | PL                                           | 22345                                        | 18.164                                       | 0,67%                                        | Quixadá, CE                                  | Oposição                                     |
| Pedro Uchôa                                  | PSC                                          | 20116                                        | 17.972                                       | 0,66%                                        | Acopiara, CE                                 | Oposição                                     |
| Eudoro Santana                               | PSB                                          | 40123                                        | 17.579                                       | 0,64%                                        | Quixeramobim, CE                             | Oposição                                     |
| Dr. Giovanni Sampaio                         | PDT                                          | 12123                                        | 16.781                                       | 0,61%                                        | Juazeiro do Norte, CE                        | Oposição                                     |
| Fabíola Alencar                              | PPB                                          | 11999                                        | 16.082                                       | 0,59%                                        | Crato, CE                                    | Governo                                      |
| Paulo Afonso de Accioly                      | PTB                                          | 14141                                        | 13.044                                       | 0,48%                                        | Fortaleza, CE                                | Governo                                      |

| Representação Eleita - Assembleia Legislativa do Ceará - 1998 | Representação Eleita - Assembleia Legislativa do Ceará - 1998 | Representação Eleita - Assembleia Legislativa do Ceará - 1998 | Representação Eleita - Assembleia Legislativa do Ceará - 1998 | Representação Eleita - Assembleia Legislativa do Ceará - 1998 |
| Partido                                                       | Cadeiras                                                      | +/- (1994)                                                    | Coligação                                                     | Mais Votado                                                   |
| ------------------------------------------------------------- | ------------------------------------------------------------- | ------------------------------------------------------------- | ------------------------------------------------------------- | ------------------------------------------------------------- |
| PSDB                                                          | 21                                                            |                                                               | PPS, PSD e PSDB                                               | Inês Arruda                                                   |
| PMDB                                                          | 6                                                             |                                                               | PMDB, PFL e PSDC                                              | Acilon Gonçalves                                              |
| PPS                                                           | 4                                                             |                                                               | PPS, PSD e PSDB                                               | Patrícia Saboya                                               |
| PT                                                            | 3                                                             |                                                               | Ceará Novo Tempo                                              | Artur Bruno                                                   |
| PPB                                                           | 2                                                             |                                                               | Partido Isolado                                               | Valdomiro Távora                                              |
| PTB                                                           | 2                                                             |                                                               | Partido Isolado                                               | Antônio Granja                                                |
| PFL                                                           | 2                                                             |                                                               | PMDB, PFL e PSDC                                              | Gorete Pereira                                                |
| PDT                                                           | 2                                                             |                                                               | Partido Isolado                                               | Dr. Giovanni Sampaio                                          |
| PL                                                            | 1                                                             |                                                               | O Sol Nasce para Todos                                        | Osmar Baquit                                                  |
| PSB                                                           | 1                                                             |                                                               | Ceará Novo Tempo                                              | Eudoro Santana                                                |
| PCdoB                                                         | 1                                                             |                                                               | Ceará Novo Tempo                                              | Chico Lopes                                                   |
| PSC                                                           | 1                                                             |                                                               | PSL, PSC, PAN e PRN                                           | Pedro Uchôa                                                   |